# 包宜妃
宜妃包氏（ぎひ ほうし、? - 1550年3月21日（嘉靖29年3月4日））は、明の嘉靖帝の側室。

## 経歴
包逵と妻の蒋氏の娘として生まれた。嘉靖帝の後宮に入り、妃となった。父の包逵は正三品錦衣衛指揮使に任じられた。
嘉靖29年3月4日（1550年3月21日）、薨去した。金山の妃園寝に葬られた。

## 伝記資料
- 『明世宗実録』嘉靖三十六年六月乙酉賜故錦衣衛指揮使包逵妻蒋氏祭一壇。蒋、宜妃母也
- 『宛署雑記』永陵妃：悼隠恭妃文氏、温靖懿妃趙氏、宜妃包氏、静妃陳氏、恭僖麗妃王氏、晏妃褚氏、常妃張氏、荘妃王氏、和妃高氏、安妃彭氏、睦妃何氏、平妃耿氏、定妃呉氏、順妃李氏、懐妃王氏、安妃張氏、宜妃于氏、宜妃宋氏、静妃褚氏、和妃張氏、安妃高氏、荘妃杜氏、康妃王氏、徳妃張氏、徽妃王氏以上二十六位倶葬金山。